# Martín Gil de Gaínza y Etxagüe
Martín Gil de Gaínza y Etxagüe (Eneritz, Navarra, 1642/1643- Ciutat de Mallorca, 1746), enginyer militar navarrès. Destacat botifler.

## Biografia
S'establí a Mallorca devers el 1678. Mantingué activitats comercials i es relacionà amb l'alta societat mallorquina. El 1681 era dipositari reial de Mallorca. Fou nomenat veedor de les fortificacions del regne. El 1703 fou denunciat per contraban de teles franceses. El febrer de 1705 tornà a ser nomenat dipositari reial de Mallorca, succeint Esteve Conrado i Delabau. Acabada la Guerra de Successió tornà a ocupar la dipositaria reial i fou ascendit a tinent coronell el 1718. S'havia casat amb Leonor de Landívar Vidal. Morí el 1737 sense descendència.

### Martín Gil de Gaínza durant la Guerra de Successió
Des de l'inici del conflicte es declarà obertament botifler. El novembre de 1706 fou destituït del càrrec de dipositari reial. El 22 de desembre estava arrestat. El comte de Savellà col·locà en la dipositaria reial Antoni Garriga Noguera de Superna. Alliberat, tornà a ser empresonat per les autoritats austriacistes de Mallorca, degut a la conspiració borbònica de 1711. La seva casa comptava amb un passadís amagat que es comunicava amb l'exterior de la ciutat i era per on havien d'entrar els filipistes. Aixecà plànols de la ciutat de Mallorca i els trameté als borbònics.

## Obres
Reformà el convent de les Caputxines descalces de la ciutat de Mallorca (1682-1695). Millorà les fortificacions de la ciutat de Mallorca i d'Alcúdia. Reforçà el castell de la Punta de n'Amer (1693-1696). És autor del projecte de l'edifici actual de Cal marquès de la Torre i reformà la seva casa de prop de les Drassanes (ara Can Chacón) amb una loggia oberta sobre la mar. El 1699 treballà per a l'edifici del Seminari Conciliar de Sant Pere, però el bisbe Pere d'Alagó rebutjà el seu projecte.